# IFAF Europe
Międzynarodowa Federacja Futbolu Amerykańskiego Europa (ang. International Federation of American Football Europe, IFAF Europe) – międzynarodowa organizacja, zrzeszająca związki futbolu amerykańskiego z Europy, założona w 2014 roku.

## Historia
31 lipca 1982 roku związki futbolu amerykańskiego Finlandii, Włoch, Niemiec, Austrii i Francji założyły federację American European Football Federation (AEFF). W 1985 roku do federacji dołączyły Szwajcaria, Holandia i Wielka Brytania i federacja zmieniła nazwę na European Football League (EFL). W 1996 roku federacja liczyła już 17 członków i zmieniła nazwę na European Federation of American Football (EFAF). W kwietniu 2009 roku Polski Związek Futbolu Amerykańskiego został pełnym członkiem EFAF. W 2014 roku po rozłamie w Międzynarodowej Federacji Futbolu Amerykańskiego, większość europejskich federacji weszła w skład IFAF Europe. W 2018 roku EFAF została ostatecznie rozwiązana i zastąpiona przez IFAF Europe.

## Rozgrywki
IFAF Europe jest organizatorem europejskich pucharów i mistrzostw europy:
- Mistrzostwa Europy w futbolu amerykańskim
- Mistrzostwa Europy juniorów w futbolu amerykańskim